# Ester de Vries
Ester de Vries est une joueuse néerlandaise de volley-ball née le 26 février 1992 à Heerlen. Elle mesure 1,83 m et joue au poste de réceptionneuse-attaquante. 

## Clubs
| Club                        | De        | À         |
| --------------------------- | --------- | --------- |
| VC Voerendaal               | 1999-2000 | 2006-2007 |
| Ledûb Volleybal             | 2007-2008 | 2007-2008 |
| HAN Volleybal               | 2008-2009 | 2009-2010 |
| TVC Amstelveen              | 2010-2011 | 2010-2011 |
| VC Weert                    | 2011-2012 | 2011-2012 |
| University of San Francisco | 2012-2013 | 2013-2014 |
| VB Franches-Montagnes       | août 2014 | déc 2014  |
| VC Weert                    | 2014-2015 | 2014-2015 |
| Gislaveds VBK               | 2015-2016 | 2015-2016 |
| VC Zwolle                   | 2016-2017 | 2018-2019 |
| Eurosped TVT                | 2019-2020 | ...       |

## Palmarès
- Coupe des Pays-Bas
  - Finaliste : 2012.
- Supercoupe des Pays-Bas
  - Vainqueur : 2010, 2011.